# دروازه گنجه
دروازه گنجه (ترکی آذربایجانی: Gəncə qapısı) (به ارمنی: Գանձակի դարպաս) یکی از چهار دروازه ورودی به دژ شوشی در شهر شوشی است.

## ویژگی‌ها
با رعایت سنت‌های قرون وسطایی در شهرسازی دوره خانات، دیوارهای دژ شوشی با چهار دروازه ساخته شد. دروازه اصلی رو به شمال به سمت جاده گنجه بود و به همین دلیل دروازه گنجه نام گرفت. دروازه غربی رو به نواحی غربی از جمله خانات ایروان ایران بود و از این رو دروازه ایروان یا اریوان نامیده می‌شد. دو دروازه دیگر به روستاهای کوهستانی پیرامون باز می‌شد. قلعه داخلی شوشی بر فراز قله‌ای نزدیک دروازه گنجه قرار داشت. دروازه گنجه دارای اهمیت معماری است و اغلب در میان ۲۷۹ اثر و ویژگی مهم ذخیره‌گاه تاریخی و معماری دولتی شوشی در سده هجدهم میلادی ذکر می‌شود. دروازه گنجه در خیابان نیازی این شهر قرار دارد.